# Klara Nahrstedt
Klara Nahrstedt (* 17. Juni 1957 in Bratislava, Slowakei) ist eine Informatikerin und Hochschullehrerin an der University of Illinois at Urbana-Champ.

## Werdegang
Nahrstedt studierte Mathematik und numerische Analysis an der Humboldt-Universität zu Berlin. Anschließend arbeitete sie als wissenschaftliche Mitarbeiterin am Institut für Informatik der Humboldt-Universität zu Berlin, an der Akademie der Wissenschaften in Berlin und am Department of Computer and Information Science der University of Pennsylvania in den USA. Sie promovierte 1995 an der University of Pennsylvania mit der Schrift An Architecture for End-to-End Quality of Service Provision and its Experimental Validation.
Im Jahr 1995 wechselte sie an das Department of Computer Science der University of Illinois at Urbana-Champaign in den USA und wurde dort 2005 zur Professorin berufen. Sie war 2003 Gastwissenschaftlerin am Electrical Engineering and Computer Science (EECS) Department der University of California, Berkeley und 2004 am Electrical Engineering Department der Technischen Universität Darmstadt.
Seit 2015 ist sie Direktorin des Coordinated Science Laboratory der University of Illinois at Urbana-Champ.

## Forschung
Nahrstedt forscht an verteilten Systemen und Netzwerken mit einem Schwerpunkt auf Multimediatechnik und Echtzeitanwendungen. Sie entwickelte die Grundlagen des Quality of Service (QoS) Konzepts (den sogenannten „QoS Broker“) für Multimedia-Systeme, wie zum Beispiel Peer-to-peer Streaming, Voice-over-IP und Telepräsenz und hat dazu beigetragen, die Qualität von diesen Anwendungen zu verbessern, indem die entsprechende Datenpakete bei der Weiterleitung im Netzwerk priorisiert werden.
Ein weiterer Forschungsschwerpunkt von ihr ist Sicherheit und Datenschutz, z. B. für die Echtzeitsicherheit von kabellosen Netzwerken in kritischen Infrastrukturen wie z. B. Stromnetzen, für Gesundheitssysteme, bei 3D-Teleimmersionssystemen. Sie arbeitet an Möglichkeiten, um veraltete wissenschaftliche Instrumente an Netzwerke oder Cloud-Technologien sicher anzuschließen.
Sie arbeitet auch an der Entwicklung der nächsten Generation an Protokollen zur Initiierung, Verwaltung und Verteilung von Sitzungen von Telepräsenz-Systemen und -Anwendungen.

## Lehrbücher
Nahrstedt schrieb mehrere Lehrbücher zu Multimedia-Technologien, von denen einige Standardwerke in der Lehre sind.
- Quality of Service in Wireless Networks over Unlicensed Spectrum (Morgan & Claypool, Synthesis Lectures on Mobile and Pervasive Computing, 2012, ISBN 978-1-60845-732-8)
- Multimedia Systems (mit Ralf Steinmetz, Springer-Verlag, 2004, ISBN 3-540-40867-3)
- Multimedia Applications (mit Ralf Steinmetz, Springer-Verlag, 2004, ISBN 3-540-40849-5)
- Multimedia Fundamentals, Vol. I: Media Coding and Content Processing (mit Ralf Steinmetz, Prentice-Hall, 2002, ISBN 0-13-031399-8)
- Multimedia Computing, Communications and Applications (mit Ralf Steinmetz, Prentice-Hall, 1995, ISBN 978-3-540-40849-9)

## Auszeichnungen
- 2022: Mitglied der National Academy of Engineering
- 2019: Fellow der American Academy of Arts and Sciences (AAAS)[4]
- 2018: Robert Piloty-Preis der Technischen Universität Darmstadt[5]
- 2015: „10 Women to Know“ der Networking Women (N2Women) von SIGMOBILE[6]
- 2014: ACM SIGMM Award for Outstanding Technical Contributions to Multimedia Computing, Communications and Applications der ACM Multimedia[7]
- seit 2013: Mitglied der Nationalen Akademie der Wissenschaften Leopoldina[8]
- 2013: Fellow der Association for Computing Machinery (ACM)
- 2012: Technical Achievement Award der IEEE Computer Society[9]
- 2009: Humboldt-Forschungspreis der Alexander-von-Humboldt-Stiftung
- seit 2008: Fellow des Institute of Electrical and Electronics Engineers (IEEE)[10]
- 2008–2011: University Scholar Award
- 2000: Leonard Abraham Award der IEEE Communication Society[11]
- 1998: NASA Space Act Award
- 1998: Junior Xerox Award
- 1996: Early NSF Career Award
- 1985: Weierstraß-Preis für ihre Diplomarbeit vom Weierstraß-Institut in Berlin